# Полет 773 на „Пасифик Еър Лайнс“
Полет 773 на „Пасифик Еър Лайнс“ е вътрешен пътнически полет от международното летище „Рино-Тахо“, Рино, Невада, до международното летище „Сан Франциско“, Сан Франциско, с планирано спиране в Стокън, Калифорния, Съединените американски щати, управляван от „Пасифик Еър Лайнс“. На 7 май 1964 г. самолетът „Феърчайлд F27A Френдшип“, който изпълнява полета, се разбива в близо до Данвил, предградие на изток от Оукланд в Калифорния, и убива всички 41 пътници и 3 души екипаж на борда на машината.
Следователите откриват в отломките повреден револвер, който съдържа шест изразходвани патрона. Установено е, че пистолетът е на пътник на име Франсиско Паула Гонсалес и че той извършва убийството на всички на борда, „обезпокоен и депресиран“ поради брачни и финансови затруднения в месеците преди катастрофата. По време на полета той влиза в пилотската кабина и застрелва двамата пилоти, след което стреля и по първия офицер, който обаче успява да предаде съобщение за стрелбата и прави опит да извади самолета от пикиране. Атентаторът най-вероятно го прострелва отново, смъртоносно, преди да застреля и себе си, което кара самолета да се спусне неконтролируемо.
Катастрофата най-вероятно е първият случай в Съединените американски щати на пилоти, жертва на убийство, последвано от самоубийство. На 6 август 1964 г. влизат в сила изменения в разпоредбите за гражданската авиация, които изискват вратите, които разделят пътническата кабина от отделението за екипажа на всички редовни въздушни превозвачи и търговски самолети, да се държат заключени по време на полет.